# Демерджі II
Демерджі II (також Демірджі-Ісар, крим. Demirci İsar) — руїни середньовічного укріплення (сільського прихистку) в Криму, неподалік села Демірджі великої Алушти, споруджене жителями селища Демірджі в X столітті, проіснувало до XIII століття. Укріплення контрголювало стародавню дорогу, що веде з урочища Джурла (район селища Улу-Узень) в Алуштинську долину. Укріплення не вивчалося, розкопки не проводилися, всі дані про нього є результатом візуальних оглядів істориками. У науковій літературі укріплення не описане. Існує версія, що після будівництва феодоритами фортеці Фуна в XIII столітті потреба у прихистку відпала.
Прихисток розташовувався на схилі південної Демерджі, на пологому майданчику під вежоподібними скелями у східній частині Долини Привидів. З півночі прикрита урвищами Демерджі, з решти сторін — урвища до 40 м. Стіни, складені «насухо», перегороджували проходи з південного сходу та півдня, товщина стін 1,5—2,7 м, південно-східна стіна — 3,55—4,6 м, вхід був із південного сходу. Площа укріплення 0,26 га, розміри — 80 на 50 м.
Про укріплення згадував російський письменник і мандрівник XIX століття Євген Марков у книзі 1902 року «Очерки Крыма» на ст. 188: «Переказ говорить, що і на вершині Демерджі, за часів генуезців, стояв замок», також згадується в праці Лева Фірсова «Ісари — Нариси історії середньовічних фортець Південного берега Криму».